# Mão Morta
Mão Morta (en español: Mano Muerta) es una banda portuguesa de rock formada en el año de 1984 en la ciudad de Braga. El nombre de la banda está basado en una tradicional canción de cuna portuguesa.
Las letras de sus canciones relatan temas sobre violencia urbana de una búsqueda humana para el placer, la libertad y críticas de la sociedad de consumo contemporáneas en Portugal y en el mundo, dando toque a menudo con un humor sarcástico al rock cómico, también en la actualidad Mão Morta es considerada como un grupo de culto, ya que su material es parte de coleccionistas y parte de un rock y música más vanguardista.
Es uno de los grupos de rock de mayor trayectoria, así mismo considerado un grupo de culto y uno de los más emblemáticos en el rock portugués junto a grupos como Xutos & Pontapés, Moonspell, GNR o UHF. A lo largo de los años, el grupo ha tenido muchos cambios en su composición, pero el vocalista principal Adolfo Luxúria Caníbal es uno de los integrantes que sobreviven de la alineación original y el fundador del grupo.  El grupo tiene un sonido bastante difícil de categorizar, mezclando varios géneros musicales como post-rock, no wave, indie rock, punk rock, rock industrial, entre otros. 
Lograron tener éxito gracias a canciones como "Budapeste", "Cão da Morte", "Cães de Crómio", "Chabala", "É um Jogo", "Novelos de Paixão", entre otros.

## Integrantes

### Formación actual
- Adolfo Luxúria Caníbal - vocalista (1984 - actualmente)
- António Rafael - teclados, guitarra, compositor, productor (1990 - actualmente)
- Sapo - guitarra, compositor (1991 - actualmente)
- Vasco Vaz - guitarra, compositor (1994 - actualmente)
- Joana Longobardi - bajo (2000 - actualmente)
- Miguel Pedro - batería, programador, compositor, productor (1988 - actualmente)

### Exintegrantes
- Joaquim Pinto - bajo: (1984 - 1990)
- Zé dos Eclipses - guitarra, letrista, compositor: (1985 - 1991)
- Carlos Fortes - guitarra, compositor: (1986 - 1994)
- José Pedro Moura - bajo, compositor: (1990 - 2000)
- Marta Abreu - bajo: (2000)
- Paulo Trindade - batería: (1987)

## Discografía

### Álbumes de estudio
- 1987: "Mão Morta" (reedición en 1988) (Malucos Da Pátria)
- 1990: "Corações Felpudos" (Fungui)
- 1991: "O.D., Rainha do Rock & Crawl" (Área Total)
- 1992: "Mutantes S.21" (Fungui)
- 1994: "Vénus em Chamas" (Ariola, Sony BMG)
- 1998: "Há Já Muito Tempo que Nesta Latrina o Ar se Tornou Irrespirável" (NorteSul)
- 2001: "Primavera de Destroços" (NorteSul)
- 2004: "Nus" (Cobra Discos)
- 2009: "Rituais Transfigurados" (Cobra Discos)
- 2010: "Pesadelo em Peluche" (Universal Music Portugal)
- 2014: "Pelo Meu Relógio São Horas de Matar" (NorteSul)
- 2019: "No Fim Era o Frio" (Rastilho Records)
- 2023: "Tricot" (Rastilho Records)

### Recopilaciones
- 1989: "À Sombra de Deus - Braga 1988"
- 1990: "Insurrectos"
- 1990: "Ama Romanta 86-89"
- 1994: "À Sombra de Deus - Volume 2"
- 1994: "Filhos da Madrugada Cantam José Afonso"
- 1994: "Variações - As Canções de António"
- 1995: "Revisitada"
- 1999: "Tributo a Xutos & Pontapés: XX Anos XX Bandas"
- 1999: "Ama Romanta Sempre"
- 2000: "Ar de Rock, Tributo 20 Anos Depois"
- 2005: "3 Pistas"
- 2009: "Mão Morta 1988-1992"
- 2014: "Ventos Animais"
- 2017: "Nós Somos Aqueles Contra Quem Os Nossos Pais Nos Avisaram"